# Brotterode

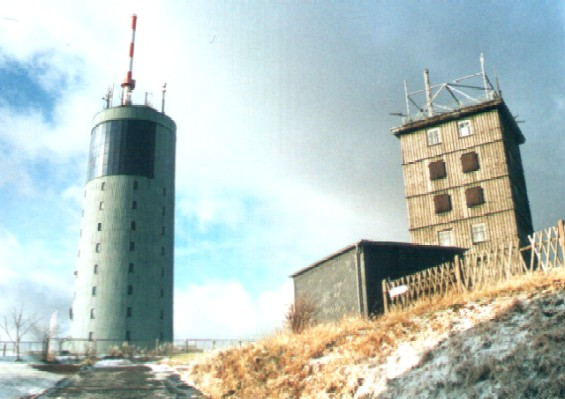
Tháp viễn thông mới và Tháp thời tiết cũ ở Großer Inselberg.

Brotterode là một đô thị tại huyện Schmalkalden-Meiningen, trong Thüringen, nước Đức. Đô thị này có diện tích 23,8 km², dân số thời điểm 31 tháng 12 năm 2006 là 2842 người. Brotterode có cự ly 11 km về phía bắc Schmalkalden, và 19 km về phía đông nam Eisenach.